# Дезмонд, Пол
Пол Дезмонд (англ. Paul Desmond, при рождении Пол Эмил Брейтенфельд (англ. Paul Emil Breitenfeld; 25 ноября 1924 — 30 мая 1977) — джазовый альт-саксофонист и композитор, родился в Сан-Франциско. Наиболее известен своей работой в квартете Дэйва Брубека. Автор популярной композиции квартета — «Take Five». Известный своим особым интеллектом, он был одним из самых популярных музыкантов кул-джаза.
Помимо работы с Брубеком, Пол возглавлял несколько собственных групп и был известен своими дуэтами с Джерри Маллиганом, Джимом Холлом и Четом Бейкером.

## Начало
Пол Эмил Брейтенфельд родился в Сан-Франциско (Калифорния) в 1924 году. Его отец Эмиль Арон Брейтенфельд (1888—1964), сын еврейских эмигрантов из Богемии и Моравии (Каменички и Рокицаны), был органистом, игравшим в кинотеатрах в эпоху немого кино (тапёром). Его мать Ширли (1888—1966) была эмоционально неуравновешенной, поэтому своё детство Пол провел у ближайших родственников со стороны отца в Нью-Йорке.
В возрасте 12 лет Пол поступил в политехническую школу Сан-Франциско. Ученикам здесь предлагался широкий спектр музыкальных уроков, и Пол хотел обучаться игре на скрипке. Однако отец посоветовал ему взять в руки кларнет, как более востребованный музыкальный инструмент. Уже на первом году учёбы в колледже Сан-Франциско Стэйт Дезмонд увлекся альт-саксофоном. В те же годы Пол был призван в армию США и вступил в её музыкальный коллектив при Сан-Франциско. Он провёл в войсках три года, но при этом никогда не участвовал в боевых действиях.

## Карьера
После завершения Второй мировой войны Дезмонд начал работать в клубе «Bandbox» в городе Пало-Альто, Калифорния. Также периодически он выступал с Брубеком в клубе «Geary Cellar» в Сан-Франциско. Вскоре Дезмонд нанял Брубека, но позже урезал вдвое его гонорар. После концертов в городе Greagle в отеле The Feather River Пол заменил Дэйва на другого музыканта. В 1950 году Дезмонд переехал в Нью-Йорк, где играл на альт-саксофоне и кларнете с Джеком Фина, но позже, услышав трио Брубека по радио, вернулся в Калифорнию.
Интересна история второй встречи Брубека с Дезмондом. Брубек, который к тому времени уже женился и имел трёх детей, был обижен на Дезмонда из-за предыдущего опыта работы с ним. Дэйв попросил свою жену Айолу не впускать Пола в их дом. Но Дезмонд всё-таки пришёл к ним в тот момент, когда Дэйв занимался стиркой вещей своих маленьких детей. Айола впустила Пола в дом и привела его к Дэйву. В итоге Брубек согласился взять Дезмонда в свою группу после того, как Пол предложил ему стать сиделкой для его детей.

### Квартет Дэйва Брубека
Дезмонд впервые познакомился с Брубеком в 1944 году, во время прохождения службы в армии. Брубек проходил пробы в музыкальный коллектив 253-й армии, в которой служил Дезмонд. После прослушивания Брубек, в отличие от Дезмонда, был послан на фронт. Позже, на радиопередаче «Piano Jazz», Дезмонд рассказал ведущей Мэриэн Макпартлэнд, что был поражён техникой смены аккордов, продемонстрированной Брубеком во время его прослушивания в армейский коллектив. После согласия Брубека во второй раз принять Дезмонда в свою группу музыкантами был подписан контракт, согласно которому Дэйв мог в любой момент уволить Пола. Этот контракт закрепил за Брубеком статус лидера группы, в то время как Дезмонд получал 20 % от всех гонораров квартета.
Так в 1951 году началась история оригинального квартета Дэйва Брубека, который просуществовал до декабря 1967 года. Квартет был особенно популярен в студенческой среде, чему в немалой степени послужили многочисленные выступления на университетских концертных площадках. Некоторые из этих выступлений выходили самостоятельными концертными дисками, такими, как «Jazz at Oberlin» (1953), «Jazz at the College of the Pacific» (1953), «Jazz Goes to College» (1954). Успех квартета обратил на себя внимание журнала Time, который в 1954 году поместил на свою обложку изображение Дэйва Брубека, назвав его самым интересным новым джазовым исполнителем.

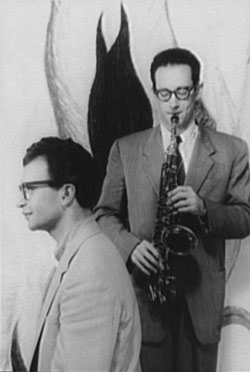
Пол Дезмонд и Дэйв Брубек, 1954 год.

Группа продолжала своё существование до 1967 года, когда музыкальные интересы Брубека сместились от выступлений к написанию музыки, и он распустил коллектив. В течение 70-х Дезмонд выступал с Брубеком в рамках нескольких воссоединительных туров, в том числе в туре «Two Generations of Brubeck». Аккомпанировали им сыновья Брубека Крис, Дэн и Дариус. В 1976 году Дезмонд и Брубек сыграли 25 концертов за 25 дней, концертируя по городам США на автобусе.

### Работа с Джерри Маллиганом
В 1962 году вышел совместный альбом Дезмонда и Маллигана «Two of a Mind». В июне 1969 года Пол Дезмонд выступил с Джерри Маллиганом на новоорлеанском джазовом фестивале. Выступление получило положительные отзывы среди критиков и зрителей. Позже, в 1974 году, Дезмонд и Маллиган выступали вместе во время концертов тура Дэйва Брубека «Two Generations of Brubeck». В отличие от Брубека, у Маллигана было гораздо больше общего с Дезмондом. У них были общие интересы, тонкое чувство юмора, и оба имели бесконечное число различных привязанностей в жизни.

### Работа с Джимом Холлом
После некоторого затишья Пол был приглашён гитаристом Джимом Холлом для выступления в знаменитом «Half Note» в Нью-Йорке. С присущим ему чувством юмора Пол заметил, что согласился на это приглашение лишь потому, что он живёт неподалёку. Дуэт успешно выступал в клубе для самых разных аудиторий слушателей. В 1964 году вышел наиболее известный совместный альбом Дезмонда и Холла «Bossa Antigua». Дезмонд также сыграл с Modern Jazz Quartet на рождественском концерте в Нью-Йоркском «Town Hall» в 1971 году.

### Работа с Четом Бэйкером
В середине 70-х годов Пол Дезмонд принял участие в записи альбомов Чета Бейкера. Среди них «She Was Too Good to Me» (1974), «You Can’t Go Home Again» (1977), «The Best Thing for You» (1977).

### Квартет Пола Дезмонда
Дезмонд познакомился с Эдом Бикертом в Торонто благодаря Джиму Холлу и начал выступать с ним в различных клубах города. Эд выступал с квартетом Пола Дезмонда на джазовом фестивале в Эдмонтоне.

## Личная жизнь
В личной жизни Дэйв Брубек и его семья были очень близки с Полом Дезмондом, несмотря на то, что два музыканта были абсолютно разными людьми. Дариус Брубек вспоминал, что до самых школьных лет считал Дезмонда своим родным дядей. Особенно близок Дезмонду был сын Брубека Майкл. Именно ему Пол оставил после смерти свой саксофон. Дезмонд не вступал в продолжительные отношения с женщинами, не был женат и не имел детей, в отличие от Брубека, который был главой религиозной семьи и никогда не изменял своей жене.
Пол Дезмонд скончался от рака лёгкого в 1977 году. Последний концерт он дал за несколько месяцев до смерти.

## Стиль
При игре на альт-саксофоне Дезмонд отличался лёгким мелодичным тоном, схожим со стилем Ли Коница — одного из своих главных вдохновителей. Пол был способен извлекать из своего инструмента невероятно высокие ноты — альтиссимо, что сделало его одним из самых известных музыкантов кул-джазовой школы западного побережья.
Большая часть успеха классического квартета Брубека заключалась в противопоставлении «воздушного» стиля игры Пола и иногда относительно жёсткой, политональной игры Брубека. Талант Пола в импровизации особенно заметен на двух альбомах, которые он записал с Джерри Маллиганом («Mulligan-Desmond Quartet» и «Two of a Mind»).

## Награды
В 1977 году Дезмонд был введён в джазовый зал славы журнала Down Beat.

## Дискография
В дискографию включены только альбомы, в записи которых Пол Дезмонд выступал в качестве лидера музыкальных коллективов.

### Студийные альбомы
- «Sweet Paul, Vol. 1» (1950, Philology)
- «Gerry Mulligan Quartet / Paul Desmond Quintet» (1952, Fantasy)
- «Featuring Don Elliott» (1956, Fantasy)
- «Paul Desmond Quintet Plus the Paul Desmond Quartet» (1956, Original Jazz Classics)
- «Blues In Time» (1957, Fantasy)
- «First Place Again» (1959, Warner Bros.)
- «East of the Sun» (1959, Discovery)
- «Paul Desmond and Friends» (1959, Warner Bros.)
- «Desmond Blue» (1961, BMG)
- «Two of a Mind» совместно с Джерри Маллиганом (1962, Bluebird)
- «Glad to Be Unhappy» (1963, RCA)
- «Take Ten» (1963, Bluebird / RCA)
- «Bossa Antigua» (1964, RCA)
- «Easy Living» (1966, Bluebird)
- «Summertime» (1968, A&M)
- «Bridge Over Troubled Water» (1969, A&M)
- «Skylark» (1973, Sony)
- «Pure Desmond» (1975, Columbia)

### Концертные альбомы
- «Paul Desmond & Modern Jazz Quartet In Concert» (1971, Columbia/Legacy)
- «The Paul Desmond Quartet Live» (1975, A&M)
- «Like Someone In Love» (1975, Telarc)
- «Edmonton Festival 1976» (2008, Gambit)

### Сборники и переиздания
- «Late Lament» (1987, Bluebird) [переиздание альбома «Desmond Blue», дополненное бонус-треком]
- «Polka Dots and Moonbeams» (1991, Bluebird) (урезанная версия альбома «Easy Living»)
- «The Ballad of Paul Desmond» (1997, BMG International)
- «Feeling Blue» (1997, Camden)
- «From the Hot Afternoon» (2000, A&M)
- «Cool Imagination» (2002, Bluebird)
- «Desmond Meets Mulligan» (2005, BMG Japan)